# Plectripops restrospinis
Plectrypops retrospinis là một loại cá trong họ Cá sơn đá. Loài cá này phân bố dọc bờ biển Đại Tây Dương phía tây từ Florida đến miền bắc Nam Mỹ, trong đó có vịnh Mexico và Caribbe.